# Клањец
Клањец је град у Хрватској у Крапинско-загорској жупанији. Према попису из 2001. Клањец је имао 3.234 становника.

## Становништво
По попису из 2001. године у граду је живело 3.234 становника.

## Попис1991.
На попису становништва 1991. године, насељено место Клањец је имало 614 становника, следећег националног састава:
| Попис 1991.‍  | Попис 1991.‍  | Попис 1991.‍ | Попис 1991.‍ | Попис 1991.‍ |
| ------------ | ------------ | ----------- | ----------- | ----------- |
|              |              |             |             |             |
| Хрвати       | Хрвати       |             | 568         | 92,50%      |
| Словенци     | Словенци     |             | 10          | 1,62%       |
| Југословени  | Југословени  |             | 9           | 1,46%       |
| Срби         | Срби         |             | 5           | 0,81%       |
| Албанци      | Албанци      |             | 4           | 0,65%       |
| Мађари       | Мађари       |             | 1           | 0,16%       |
| неопредељени | неопредељени |             | 2           | 0,32%       |
| непознато    | непознато    |             | 15          | 2,44%       |
| укупно: 614  |              |             |             |             |